# مونتسيرات بوتشي دياز
مونتسيرات بوتشي دياز (بالإسبانية: Montserrat Puche)‏ مواليد 22 مايو 1970 في مدريد، هي لاعبة كرة يد إسبانية. مثلت منتخب إسبانيا لكرة اليد للسيدات. شاركت في دورة الألعاب الأولمبية الصيفية سنة 1992.

## روابط خارجية
- مونتسيرات بوتشي دياز على موقع الاتحاد الأوروبي لكرة اليد (الإنجليزية)
- مونتسيرات بوتشي دياز على موقع اللجنة الأولمبية الدولية (الإنجليزية)
- مونتسيرات بوتشي دياز على موقع أوليمبيديا (الإنجليزية)